# وارن سیتی (تگزاس)
وارن سیتی، تگزاس (به انگلیسی: Warren City, Texas) یک شهر در ایالات متحده آمریکا با جمعیت ۳۴۳ نفر است که در تگزاس واقع شده‌است.

## موقعیت جغرافیایی
موقعیت جغرافیایی شهرها و مناطق اطراف به شرح زیر است: